# Modernités
 (octobre 2019).
Si vous disposez d'ouvrages ou d'articles de référence ou si vous connaissez des sites web de qualité traitant du thème abordé ici, merci de compléter l'article en donnant les références utiles à sa vérifiabilité et en les liant à la section « Notes et références ».

Modernités est une collection de volumes consacrés à la recherche en littérature. Elle est publiée aux Presses universitaires de Bordeaux depuis 1990. Elle est adossée au Centre de recherches sur les modernités littéraires (équipe TELEM) à l’Université Bordeaux-Montaigne. Elle a été dirigée successivement par Yves Vadé (de 1990 à 1998), Dominique Rabaté (de 1998 à 2010), et Éric Benoit (depuis 2010). Elle compte à ce jour une quarantaine de volumes.
Son comité international de lecture est composé de Sandra Laugier, Jacques Neefs, Michael Sheringham (en), Jacques Dubois, Laurent Jenny, Pierre Glaudes, Akira Mizubayashi et Alexandre Gefen.
Modernités est aussi le titre d'une autre collection de volumes consacrés à la recherche en littérature. Elle est publiée aux Éditions Paradigme en 1994. Elle fut dirigée par Annie Becq. Le premier ouvrage paru fut Maintenant sur ma route... de Robert Mauzi, préfacé par Jean Ehrard